# Skot
Le Skot (symbole : sk) est une ancienne unité de mesure de la luminance, utilisée pour les objets autolumineux (luminance sombre),, Le terme vient du grec skotos, signifiant obscurité.

## Présentation
Le skot servant à mesurer la luminance dans l'obscurité (Dunkelleuchtdichte) a été introduit en 1940 par la Société allemande d'éclairage (Deutsche Lichttechnische Gesellschaft (de), LiTG), par nécessité de décrire la luminance des objets autolumineux, qui différait tellement de celle des autres objets qu'il n'était pas pratique de la décrire à l'aide des valeurs de luminance couramment utilisées,,,. Les facteurs de conversion pour ce que l'on appelle le « stilb scotopique » (Skotopisches Stilb) dépendent de la distribution spectrale de la lumière et ont donc été redéfinies en 1948 par la Commission internationale de l'éclairage (Internationale Beleuchtungskommission, IBK) pour une température de couleur spécifique de 2042 K, ou 2046 K, la température de solidification du platine. Avant 1948, la définition était basée sur une température de 2360 K, telle qu'elle est émise par une lampe à vide au wolfram,. À cette température, 1 sk = 10−3 asb. La valeur maximale autorisée est de 10 skot pour éviter que l'unité ne soit utilisée dans des zones de vision scotopique et photopique de l'œil.